# Disintegration
Disintegration je osmé studiové album anglické rockové skupiny The Cure, vydané 1. května 1989 vydavatelstvím Fiction Records. Nahrávka je návratem k temnému zvuku gotického rocku, jaký skupina hrála počátkem osmdesátých let. Tím, jak se zpěvák a kytarista skupiny Robert Smith blížil ke třicítce, cítil narůstající tlak navázat na popové úspěchy něčím trvalejším. To, spolu s nechutí k získané popularitě, vedlo Smithe k návratu k halucinogenním drogám, což mělo velký vliv na konečnou podobu alba. The Cure nahrávali Disintegration v Hookend Recording Studio v Checkendonu, Oxfordshire, s koproducentem Davidem M. Allenem od konce roku 1988 do února 1989. Během nahrávání byl kvůli problémům s alkoholem z kapely vyhozen zakládající člen Lol Tolhurst.
Navzdory obavám vydavatelství, že album bude propadák, se Disintegration stalo komerčním vrcholem The Cure. Umístilo se na třetím místě ve Spojeném království a dvanácté ve Spojených státech. Disintegration zůstává nejprodávanějším albem skupiny s více než třemi miliony prodaných nosičů. Album sklidilo úspěch i u kritiky – umístilo se na 326. místě prestižního žebříčku Rolling Stone – 500 nejlepších alb všech dob.
Texty složil frontman skupiny Robert Smith, na hudbě se podílela celá kapela The Cure (Smith/Gallup/O'Donnell/Thompson/Williams).

## Seznam skladeb
1. Plainsong – 5:12
2. Pictures of You – 7:24
3. Closedown – 4:16
4. Lovesong – 3:29
5. Last Dance – 4:42
6. Lullaby – 4:08
7. Fascination Street – 5:16
8. Prayers for Rain – 6:05
9. The Same Deep Water as You – 9:19
10. Disintegration – 8:18
11. Homesick – 7:06
12. Untitled – 6:30